# Kanton Saint-Martin-d'Hères-Nord
Kanton Saint-Martin-d'Hères-Nord (fr. Canton de Saint-Martin-d'Hères-Nord) je francouzský kanton v departementu Isère v regionu Rhône-Alpes. Skládá se pouze ze severní části města Saint-Martin-d'Hères.